# Фома в Украине
«Фома в Украине» — українська філія російського щомісячного релігійного видання некомерційного видання. Позиціонує себе як «православний журнал для тих, хто сумнівається». 
Журнал призупинив своє існування (оголосив форс-мажор) з 24 лютого 2022 року, після початку  Російського вторгнення в Україну. Журнал видавався щомісячно  російською мовою з квітня 2012 (N1) до лютого 2022 року (N119).

## Тематика
Основна тематика: розповідь про християнство та його роль в культурному і суспільному житті. Журнал не ставить перед собою мети нав'язувати ту чи іншу точку зору. Автори проекту — громадські діячі та журналісти, що позитивно ставляться до православ'я і яких хвилює та цікавить сенс і значення церковності в житті сучасної людини, вирішення гострих світових і національних проблем, розвиток культури та мистецтва.
У назві журналу — ім'я святого апостола Фоми. У світській культурі Фома — це образ впертої людини, яку важко в чомусь переконати. І є також євангельський апостол Фома, який насправді набагато глибший образ. Який якщо і сумнівається, то не від байдужості, а навпаки — від того, що він дуже хоче вірити. Саме він першим сказав Христу: «Господь мій і Бог мій». Тут і полягає поле для християнської місії видання — від сумнівів до усвідомленої віри.

#### Редколегія
- Керівник проекту «Фома в Україні» — Антон Нікітін[1].
- Головний редактор — журналіст, клірик УПЦ МП протодиякон Олександр Карпенко[2].

## Редакційна рада
- Ганна Безлюдна — керівник Inter Media Group, заслужений журналіст України
- Петро Толочко, академік, почесний директор Інституту археології Національної академії наук України
- Петро Панчук, народний артист України